# Деймън Найт
Деймън Франсис Найт (на английски: Damon Francis Knight) е американски писател на научна фантастика.

## Биография и творчество
Деймън Найт е роден на 19 септември 1922 г. в Бейкър Сити, щат Орегон, САЩ. Учи в художествено училище в родния си град. По-късно се премества в Ню Йорк, където се присъединява към литературна група „Фютуриани“, в която са членували и Джеймс Блиш, Айзък Азимов и Фредерик Пол. Първоначално, след преместването си в Ню Йорк, Деймън Найт започва работа като художник в някои научнофантастични списания. Още през първата година от престоя си в Ню Йорк Деймън Найт преминава от работата си на художник към писателска дейност. През 1941 г. е публикуван неговият разказ „Еластичност“, който е и първата му публикация (разказът излиза в списание „Stirring Science Stories“).
Деймън Найт е носител на награда Хюго, лауреат на премията Пилгрим, създател на „Асоциацията на писателите на научна фантастика и фентъзи в Америка“ (SFWA) и автор на голямо количество романи и повести. Известно време Деймън Найт работи и като критик, както и като съставител и редактор на редица научнофантастични антологии.
След смъртта му през 2002 г. в негова чест наградата Grand Master Award (известна и като Grand Master Nebula) е преименувана на Damon Knight Memorial Grand Master Award.

### Романи
- A for Anything
- Beyond the Barrier
- Hell's Pavement
- Humpty Dumpty: An Oval
- Masters of Evolution
- Mind Switch
- The Man in the Tree
- The Rithian Terror
- The Sun Saboteurs
- The World and Thorinn
- Why Do Birds

### Повести и разкази
- A Fantasy
- A Likely Story
- A for Anything
- An Eye for a What?
- Anachron
- Arachon (Арахон)
- Ask Me Anything
- Auto-da-Fe
- Azimuth 1, 2, 3
- Babel II
- Backward, O Time
- Be My Guest
- Beachcomber
- Cabin Boy
- Catch That Martian
- Collector's Item
- Definition
- Don't Live in the Past
- Doorway to Kal-Jmar
- Double Meaning
- Down There
- Dulcie and Decorum
- Enough Time
- Eripmav
- Extempore
- Forever
- Fortyday
- Four in One (Двама са много)
- God's Nose
- I See You
- Idiot Stick
- In the Beginning
- It Kud Habben Tu Yu!
- La Ronde
- Life Edit
- Maid to Measure
- Man in the Jar
- An Ancient Madness (Древното безумие)
- Masks (Маска)
- Natural State
- Not a Creature
- Not with a Bang
- On the Wheel
- Rule Golden
- Semper Fi
- Shall the Dust Praise Thee? (Ще те прослави ли прахът?)
- Special Delivery
- Stranger Station
- Strangers in Paradise
- Tarcan of the Hoboes
- 'Аналози', The Analogues (1952)
- The Avenger
- The Beachcomber
- The Big Pat Boom
- The Country of the Kind
- The Day Everything Fell Down – с Хенри Булмър
- The Dying Man
- The Earth Quarter
- The Enemy
- The Garden of Ease
- The God Machine
- The Handler
- The Last Word
- The Man Who Went Back
- The Night of Lies
- The Second-Class Citizen
- The Secret People (& Джеймс Блиш)
- The Star Beast
- The Star Below
- The Third Little Green Man
- The Very Objectionable Mr. Clegg
- The Visitor at the Zoo
- The Weakness of RVOG (& Джеймс Блиш)
- The World and Thorinn
- Thing of Beauty
- Ticket to Anywhere
- Tiger Ride (& Джеймс Блиш)
- To Be Continued
- To Serve Man (Да служим на човека)
- To the Pure
- Truly Human
- Turncoat
- What Rough Beast?
- World Without Children
- You're Another